# 태극제약
태극제약(영어: TaiGuk Pharmaceutical, 太極製藥株式會社)은 대한민국의 화장품, 의약품 가공 업체이다. 본사는 충청남도 부여군에 위치하고 있다.

## 제품소개
일반의약품
- 도미나크림
- 도미다프리미엄정
- 아로마에프
- 아비나파스타
- 벤트락스겔
- 벤트플라겔
- 이베클로크림 (제조원 : ㈜동구바이오제약)
- 이클린탁스
- 이클린플러스 (제조원 : 한국콜마㈜ )

일반의약품 (OEM 위탁)
- 나프젠 (판매원 : 현대약품㈜ )
- 피엠 (판매원 : 경남제약㈜ )
  - 피엠외용액
  - 피엠졸큐액
- 케펨 (제조의뢰원 및 판매원 : ㈜종근당)

전문의약품
화장품
기타제품

## 본점 및 지점 현황
- 본점(부여공장) : 충청남도 부여군 초촌면 금백로 821
- 서울사무소 : 서울특별시 강남구 강남대로 314 서우빌딩 6층
- 향남공장 : 경기도 화성시 향남읍 제약공단3길 123
- 세종물류센터 : 세종특별자치도 소정면 소정구길 231-69